# Neovarcia lurida
Neovarcia lurida är en insektsart som först beskrevs av Melichar 1898.  Neovarcia lurida ingår i släktet Neovarcia och familjen Nogodinidae. Inga underarter finns listade i Catalogue of Life.